# Hylaeus ebmeri
Hylaeus ebmeri är en biart som beskrevs av Dathe 1980. Hylaeus ebmeri ingår i släktet citronbin, och familjen korttungebin. Inga underarter finns listade i Catalogue of Life.